# Pacific Journal of Mathematics
Das Pacific Journal of Mathematics (Pac. J. Math.) ist eine seit 1951 monatlich erscheinende Mathematikzeitschrift mit Peer Review.
Die Zeitschrift wurde von Edwin Beckenbach und  František Wolf gegründet. Sie erscheint bei Mathematical Sciences Publishers in Berkeley. Es erscheinen fünf Bände mit jeweils zwei Heften pro Jahr.
Ursprünglich plante der Direktor des Institute for Numerical Analysis (INA) an der University of California, Los Angeles, John Curtiss, eine Zeitschrift für numerische Mathematik und Computer-Mathematik. Das erwies sich als zu eingeschränkt, aber eine Gruppe von Mathematikern der Westküsten-Universitäten der USA (wie Beckenbach, Wolf und Arthur Erdélyi) sah weiterhin die Notwendigkeit ein eigenes Journal zu gründen. Neben kalifornischen und anderen Westküsten-Universitäten, aus Nevada, Montana und Hawaii waren auch Universitäten aus Süd- und Mittelamerika, Australien, Japan und China Unterstützter der Zeitschrift.
In der Zeitschrift wurde 1963 der Satz von Feit-Thompson veröffentlicht.
Erster Herausgeber war Edwin Beckenbach. 1954 bis 1959 war  Ernst Gabor Straus der Herausgeber, in den 1960er Jahren u. a. David Gilbarg, Hans Samelson, James Dugundji, Halsey Royden, 1973 bis 1979 Richard Arens, 1980 bis 1985 Hugo Rossi, ab 1986 V. S. Varadarajan, ab 1994 Sun-Yung Alice Chang. Herausgeber ist zur Zeit Don Blasius (2018).
Sie hat die ISSN 0030-8730.